# Городской кардиологический центр (Алма-Ата)
Городской кардиологический центр — медицинское учреждение в Алма-Ате.

## История
В 1896 году врачом Фидлера была основана больница Общества Красного Креста на 15 коек в городе Верном Семиреченского уезда. Располагалась она в доме врача Фидлера.
В 1922 году она стала Алма-Атинской уездно-городской больницей, а с 1947 года городской объединённой клинической больницей №1.
В 1975 году к функции больницы была добавлена городская станция скорой помощи, с которой они были разъединены в 1992 году. 
Городской кардиологический центр был основан в 2007 году.

## Здание центра
Здание для городской больницы Алма-Атинского отдела здравоохранения было построено в 1938 году по типовому проекту архитекторов А. Каплун и И. Длугач. Доработан проект был местным архитектором В. Бирюковым.
Здание было построено в классицистических традициях с использованием элементов казахского зодчества. Это двухэтажное, «Ш»-образное в плане объём сооружения на невысоком цоколе расположен с незначительным отступом от красной линии застройки. Главный фасад ориентирован на юг. По центральной оси и на флангах дворовой части здания расположены ризалиты. Главный вход акцентирован аркадой портика. Стена ниши декорирована пилястрами с коринфскими капителями, установленными попарно с колоннами, и тягами полуциркульного очертания. На северном фасаде по периметру первого и второго этажей устроены деревянные галереи айванного типа.

### Статус памятника
10 ноября 2010 года был утверждён новый Государственный список памятников истории и культуры местного значения города Алматы, одновременно с которым все предыдущие решения по этому поводу были признаны утратившими силу. В этом Постановлении был сохранён статус памятника местного значения зданию кардиологического центра. Границы охранных зон были утверждены в 2014 году.